# モニー・モニー
「モニー・モニー」（Mony Mony）は、トミー・ジェイムス&ザ・ションデルズが1968年に発表した楽曲。全米3位、イギリス1位を記録。そしてビリー・アイドルが1987年にカバーしたライブ・バージョンが全米1位を記録した。

## 概要
作詞作曲のクレジットはトミー・ジェイムス、ボー・ジェントリー、リッチー・コーデル、ボビー・ブルームの4人。タイトルの由来についてジェイムスはこう述べている。
「Mony Mony」が意味するのものは明示されないが、ジェイムスはあからさまに性的な内容の歌詞を歌っている。
1968年3月、シングルA面として発売。B面は「恋のパンチ」（One Two Three and I Fell）。
Billboard Hot 100の3位を記録。イギリスは1位、カナダは3位、アイルランドは2位、西ドイツは3位、スイスは2位、オーストリアは4位を記録するなど欧米各国で大ヒットした。

## カバー・バージョン
- ラス・モスカス - 1968年のアルバム『Mony Mony』に収録。スペイン語詞。
- ビリー・アイドル - 1981年のEP『Don't Stop』に収録。1987年に発表したライブ・バージョンのシングルはBillboard Hot 100の1位を記録。イギリスは7位、カナダは1位を記録した。
- アル・ヤンコビック - 1988年のアルバム『Even Worse』に収録。パロディソングで、タイトルは「Alimony」。
- 氷室京介 - 1988年の全国ツアーで歌った。